# Affari tuoi - Formato famiglia
Affari tuoi - Formato famiglia è stato uno spin-off di Affari tuoi (successore di Affari tuoi - Viva gli sposi!) con la conduzione di Amadeus e Giovanna Civitillo. La prima edizione è andata in onda il sabato per quattro puntate dal 19 febbraio al 12 marzo 2022 tra la fascia dell'access prime time e la fascia della prima serata (dalle 20:35 a mezzanotte circa) e per due puntate il 19 e il 26 marzo 2022 nella fascia dell'access prime time (dalle 20:35 alle 21:45 circa). 
Il programma è basato sul format  Deal or No Deal, prodotto da Endemol Shine Italy, ed è realizzato nello studio 5 degli Studi televisivi Fabrizio Frizzi di Roma

## Il programma
Dopo la chiusura del format originale Affari tuoi, andato in onda ininterrottamente dal 2003 al 2017, mentre nel 2020 e nel 2021 con lo spin-off Affari tuoi - Viva gli sposi!, il 19 febbraio 2022 il gioco è tornato in onda in una versione inedita sotto forma di reboot col sottotitolo Formato famiglia. Il format del programma viene adattato alla prima serata e modificato in modo considerevole, tanto da farlo rientrare nella categoria dei varietà con intermezzi di ospiti famosi nel mezzo delle puntate. Il programma nasce come un'opportunità alle famiglie e ai propri parenti.

## Modalità di gioco
Il motore del game show sono i 20 pacchi presenti in studio (nella tradizione del programma), ciascuno associato ad un premio (in denaro o non). Il concorrente scopre uno alla volta il contenuto di tutti i pacchi ad eccezione del proprio. Ad aprire questi pacchi sono i pacchisti, cioè i parenti e amici del concorrente (a cui si aggiunge un personaggio famoso e la stessa Giovanna Civitillo, che prende un solo pacco). Mentre il concorrente della prima partita è una persona comune, il concorrente della seconda partita è un personaggio famoso, motivo per cui il programma in questa parte prende il nome di Pacchi Celebrity.
All'inizio di ogni partita, il concorrente vede scorrere di fronte a sé, su un nastro trasportatore, tutti i pacchi, i cui numeri sono coperti da un codice ISBN. Il pacco rimanente tra tutti quelli scelti dai 10 pacchisti è quello del concorrente. Nel corso del gioco il concorrente può decidere se tenerlo fino alla fine o accettare una delle offerte del Dottore.
In entrambe le partite, in palio c'è un montepremi massimo di 300 000 euro che nella prima partita, in caso di vittoria, va al concorrente, mentre nella seconda partita è devoluto interamente in beneficenza.
Tra le novità di questa edizione c'è la presenza di un Pacco Fortuna. Il concorrente, se verso la fine della partita ha pochi premi in palio, può scegliere di lasciare il pacco in possesso per pescare uno dei tre Pacchi Fortuna presenti in studio, ciascuno con un simbolo che porta fortuna (quadrifoglio, ferro di cavallo, coccinella). Mentre due di questi tre pacchi non contengono nulla, uno dei tre contiene un premio in denaro da 10 000 a 100 000 euro in base ai premi rossi persi nei primi dieci pacchi aperti durante la partita.
Un'altra novità di questa edizione è la possibilità di sentire il Dottore in vivavoce nello studio durante qualcuna delle sue telefonate.
La trasmissione comprende anche l'arrivo di altri ospiti, tra cui alcuni cantanti che si esibiscono con una propria canzone quando il concorrente pesca il Pacco Musica.

## Puntate e ascolti
| Puntata | Messa in onda    | Formato famiglia | Formato famiglia | Pacchi Celebrity | Pacchi Celebrity | Pacchisti VIP        | Pacchisti VIP                                                 | Giocatore VIP                  | Ospiti                                     |
| Puntata | Messa in onda    | Telespettatori   | Share            | Telespettatori   | Share            | Prima partita        | Seconda partita                                               | Giocatore VIP                  | Ospiti                                     |
| ------- | ---------------- | ---------------- | ---------------- | ---------------- | ---------------- | -------------------- | ------------------------------------------------------------- | ------------------------------ | ------------------------------------------ |
| 1       | 19 febbraio 2022 | 3 595 000        | 17,10%           | N.D.             | N.D.             | Gigi D'Alessio       | Rosanna Banfi, Eleonora Cadeddu                               | Lino Banfi                     | Matteo Romano                              |
| 2       | 26 febbraio 2022 | 3 953 000        | 17,40%           | 2 458 000        | 14,00%           | Cristiano Malgioglio | Francesco Venditti, Myriam Catania, Rossella Izzo             | Ricky Tognazzi con Simona Izzo | Dargen D'Amico                             |
| 3       | 5 marzo 2022     | 3 691 000        | 16,60%           | 2 534 000        | 14,00%           | Iva Zanicchi         | Serena Autieri, Eleonora Giorgi, Pino Strabioli, Neri Parenti | Christian De Sica              | –                                          |
| 4       | 12 marzo 2022    | 3 662 000        | 16,20%           | 2 225 000        | 12,00%           | Clementino           | –                                                             | Antonio Cassano                | Tananai, Donatella Rettore, Ditonellapiaga |
| 5       | 19 marzo 2022    | 3 913 000        | 17,30%           | N.D.             | N.D.             | Guillermo Mariotto   | –                                                             | –                              | –                                          |
| 6       | 26 marzo 2022    | 3 956 000        | 18,20%           | N.D.             | N.D.             | Pierpaolo Spollon    | –                                                             | –                              | –                                          |